# Saving Mabel's Dad
Saving Mabel's Dad è un cortometraggio muto del 1913 diretto da Mack Sennett con Fred Mace, Mabel Normand e Ford Sterling.

## Produzione
Il film fu prodotto dalla Keystone.

## Distribuzione
Il film - un cortometraggio di 172,85 metri - uscì nelle sale il 6 gennaio 1913, distribuito dalla Mutual Film, in coppia nel programma di sala con un altro cortometraggio, A Double Wedding.